# Närpes
Närpes (Närpiö în finlandeză) este un municipiu din Finlanda.
Se află în provincia Finlanda de Vest, făcând parte din regiunea Ostrobotnia. Are o populație de 9.575 de locuitori (2003) și o suprafață de 977,70 km² dintre care 7,55 km² e reprezentată de apă. Densitatea populației este de 9,9 locuitori/km².